# Distretto di Xinjian
Il distretto di Xinjian (新建区S, Xīnjiàn QūP) è un distretto della Cina, situato nella provincia di Jiangxi e amministrato dalla prefettura di Nanchang.